# Galeria Chwały Polskiej Ekonomii

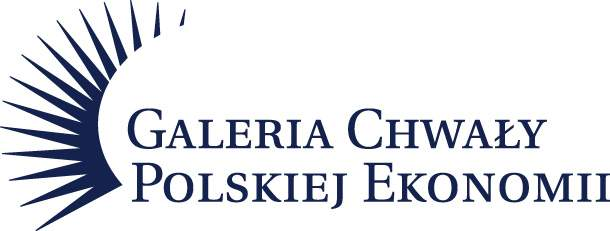
Het logo van de onderscheiding

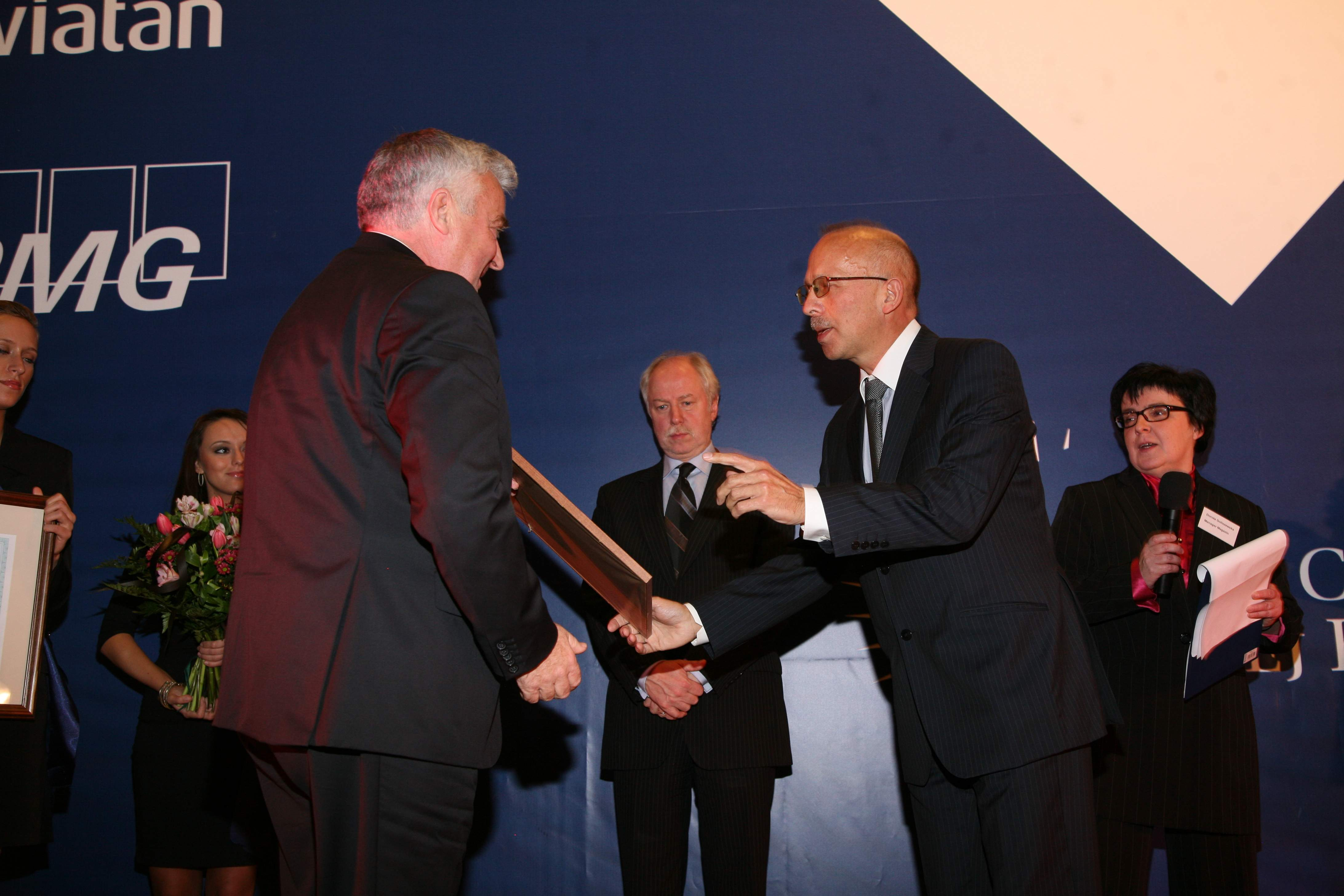
Ex-voorzitter van de Beurs van Warschau, Wiesław Rozłucki, ontvangt de Galeria Chwały onderscheiding

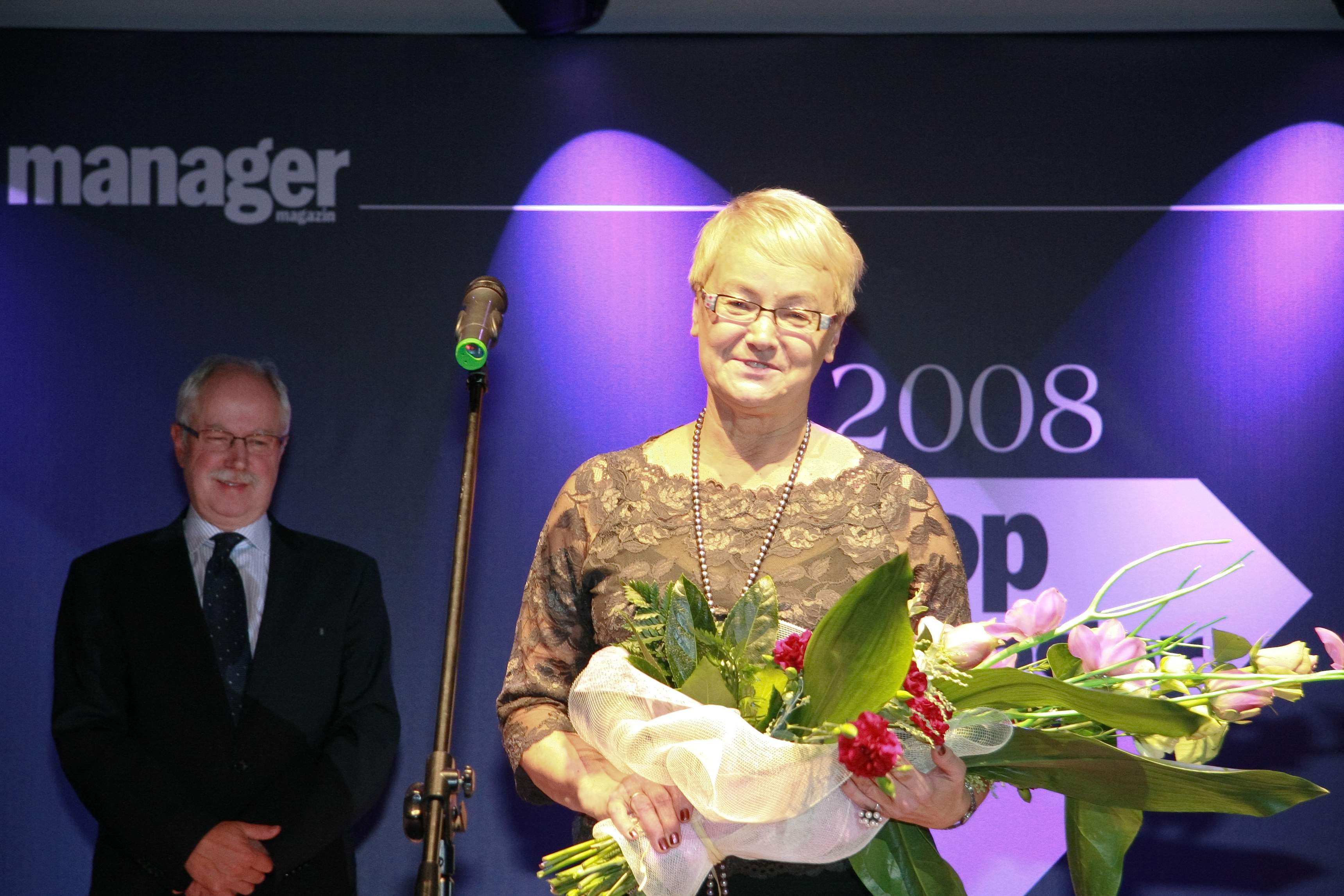
Prijswinnares en nieuw lid van Galeria Chwały, mevrouw Henryka Bochniarz, voorzitster van de Poolse Federatie van Werkgevers, Lewiatan.

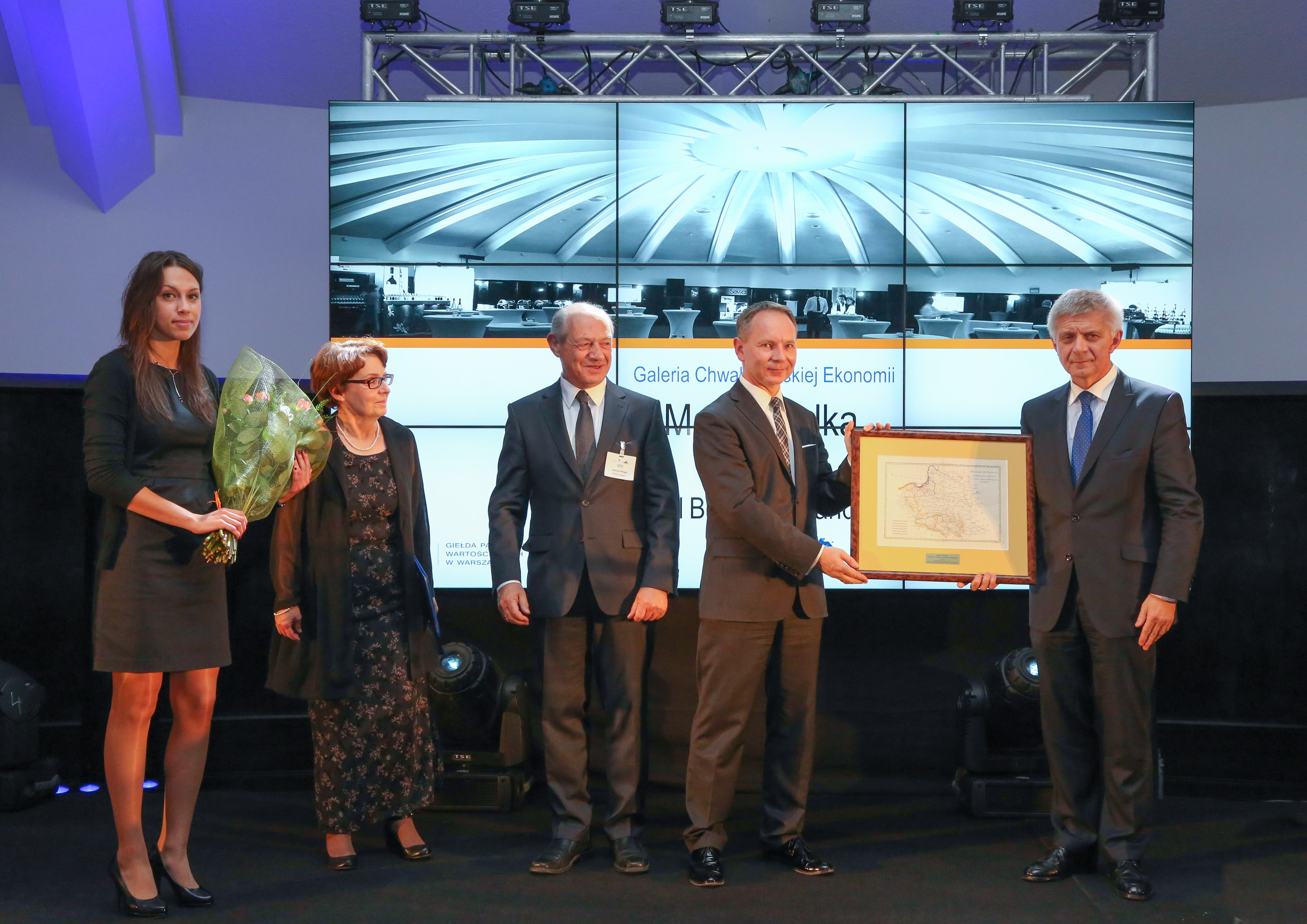
Ceremonie 2013: Dorota Goliszewska, Henryk Orfinger, Adam Maciejewski, Marek Belka

Het lidmaatschap van de Galeria Chwały Polskiej Ekonomii is een prestigieuze onderscheiding voor Poolse economen.

## Idee
In 2005 werd de Galeria Chwały Polskiej Ekonomii (vrij vertaald: Rij der Groten van de Poolse economie) in het leven geroepen door de Poolse editie van Manager Magazin, Duitslands grootste economisch tijdschrift, en onderdeel van de uitgeversgroep Der Spiegel). Dit in overeenkomst met een zakelijke en economische Rij der Groten, die werd opgezet in Duitsland in 1970 door Manager Magazin. Elk jaar wordt een uitmuntende Poolse econoom opgenomen in Galeria Chwały, voor zijn of haar levenslange belangrijke bijdrage aan de Poolse economie.
In 2012 werd de organisatie van deze prijsuitreiking overgenomen door de Associatie van Financieel Directeuren in Polen, Finexa (Stowarzyszenie Dyrektorów Finansowych Finexa). De prijsuitreiking vindt plaats tijdens hun jaarlijkse congres in Warschau.

## Organisatie & Jury
Galeria Chwały wordt door de Poolse Associatie van Financieel Directeuren, 'Finexa', georganiseerd. 
De jury, aangewezen door Finexa, bestaat uit 8 persoonlijkheden uit het economische leven in Polen :
- Adam Budnikowski, ex-rector van de Hogeschool voor Economische Studies van Warschau (Szkoła Główna Handlowa w Warszawie)
- Paweł Domosławski, voorzitter van de Associatie van Financieel Directeuren in Polen, Finexa
- Mieczysław Groszek, lid van de Associatie van Poolse Banken (Związek Banków Polskich)
- Alicja Kornasiewicz, voormalig staatssecretaris van het Poolse Ministerie van Financiën (treasury)
- Adam Maciejewski, voorzitter van de Effectenbeurs van Warschau
- Krzysztof Obłój, econoom en hoogleraar (Universiteit van Warschau)
- Henryk Orfinger, voorzitter van de raad van commissarissen van de Poolse Federatie van Werkgevers Lewiatan (Polska Konfederacja Pracodawców Prywatnych Lewiatan)
- Witold Orłowski, rector van de Management Faculteit (Business School) aan de Technische Universiteit Warschau (Politechnika Warszawska)

## Bustes en kunstenaar
De bustes van de Galeria Chwały leden zijn in brons gegoten op een schaal van 1:1.2. De kunstenaar en ontwerper van de bustes is Jerzy Nowakowski, wonende in Poznań. Hij is in 1963 in Bydgoszcz geboren, en studeerde af aan de Kunstacademie van Poznan, onder professor Józef Kopczyński (1903-2006).
Sinds 1993 worden Nowakowski's kunstwerken geëxposeerd in solo- en groepstentoonstellingen in Polen en Duitsland. Zijn opdrachtgevers zijn o.a. Poolse steden (zoals Oborniki, Wolsztyn, Grodzisk Wielkopolski, Nowy Tomyśl, o.a. beeldhouwwerk van Fryderyk Chopin) en organisaties (de Internationale Boekenbeurs in Warschau bijvoorbeeld). Zijn werk omvat kunstwerken, prijzen, gedenkplaten, etc.

## Tentoonstelling
De bronzen bustes op een metalen voet worden permanent tentoongesteld op de tweede verdieping van de Management faculteit aan de Technische Universiteit van Warschau, aan de Koszykowa straat in de hoofdstad.

## Rij der Groten
Leden van de Rij der Groten zijn tot nu toe:
- Leszek Balcerowicz, voormalig adjunct minister-president, en voorzitter van de Poolse Nationale Bank (prijswinnaar van 2006)[6]
- Marek Belka (prijswinnaar van 2013)[7]
- Henryka Bochniarz, presidentskandidate in 2005 van Polen, en voorzitster van de Poolse Federatie van Werkgevers Lewiatan (prijswinnares in 2008)[8]
- Władysław Grabski (1874-1938) Pools politicus (minister-president) en econoom (postuum prijswinnaar van 2005)
- Eugeniusz Kwiatkowski (1888-1974) Pools politicus en econoom (postuum prijswinnaar van 2005)
- Wiesław Rozłucki, voorzitter van de Effectenbeurs van Warschau van 1991 tot 2006 (prijswinnaar van 2007)